# Go Radio
Go Radio fue una banda de rock alternativo proveniente de Tallahassee, Florida, Estados Unidos formada en abril del 2007 por el vocalista y guitarrista de Mayday Parade Jason Lancaster. hasta que el 6 de octubre de 2013 anunciaron su separación.

## Personal
Miembros
- Jason Lancaster – voz, guitarra, piano
- Alex Reed – guitarra, voz
- Matt Burns – bajo, vocalista de apoyo
- Steven Kopacz – batería

## Discografía

### Álbumes de estudio
| Año  | Álbum                                                                           | Chart Positions | Chart Positions | Chart Positions    | Chart Positions        |
| Año  | Álbum                                                                           | Billboard 200   | Top Rock Albums | Independent Albums | Top Alternative Albums |
| ---- | ------------------------------------------------------------------------------- | --------------- | --------------- | ------------------ | ---------------------- |
| 2011 | Lucky Street - Lanzado: 1 de marzo de 2011 - Discográfica: Fearless             | 77              | 18              | 10                 | 13                     |
| 2012 | Close the Distance - Lanzado: 18 de septiembre de 2012 - Discográfica: Fearless | 54              | 22              | 12                 | 13                     |

### EP
| Año  | Álbum                                                                               | Chart Positions | Chart Positions | Chart Positions    | Chart Positions        |
| Año  | Álbum                                                                               | Billboard 200   | Heatseekers     | Independent Albums | Alternative New Artist |
| ---- | ----------------------------------------------------------------------------------- | --------------- | --------------- | ------------------ | ---------------------- |
| 2008 | Welcome to Life - Discográfica: Self-released                                       | –               | –               | –                  | –                      |
| 2010 | Do Overs and Second Chances - Lanzado: 20 de abril de 2010 - Discográfica: Fearless | 179             | 8               | 36                 | 4                      |

### Sencillos
| Año  | Canción        | Lanzado              | Detalles |
| ---- | -------------- | -------------------- | -------- |
| 2009 | "Why I'm Home" | 2 de febrero de 2009 | iTunes   |
| 2009 | "Stay Gone"    | 29 de mayo de 2009   |          |

### Demos
- "Hollie Ollie Oxen Free"
- "I Wish It Would Snow"
- "That California Song"

### Otros
- 'Tis The Season To Be Fearless con "O Holy Night", original de Adolphe Adam.
- Punk Goes Pop 4 con "Rolling in the Deep", original de Adele.